# Johannes Pramsohler

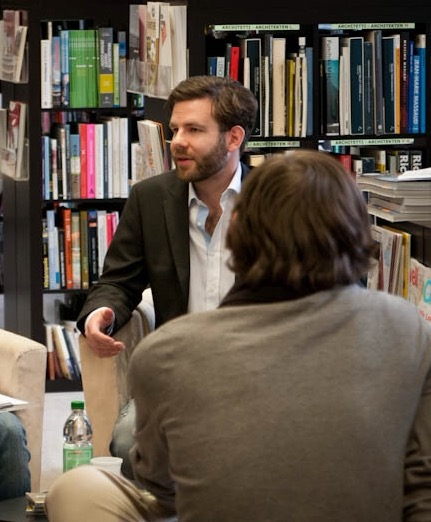
Johannes Pramsohler bei einer Autogrammstunde im April 2012

Johannes Pramsohler (* 5. April 1980 in Sterzing, Südtirol) ist ein italienischer Barockgeiger, Dirigent und Plattenproduzent, der sich auf die 
historisch informierte Aufführungspraxis spezialisiert hat und derzeit in Paris lebt.

## Leben und Werk
Johannes Pramsohler wurde 1980 in Sterzing, in der deutschsprachigen autonomen italienischen Region Südtirol geboren. Er studierte am Konservatorium „Claudio Monteverdi“ in Bozen, am Conservatoire à rayonnement régional de Paris sowie an der Guildhall School of Music and Drama und an der Royal Academy of Music in London. Zudem absolvierte er ein Studium in historischer Aufführungspraxis am Mozarteum Salzburg. Seine Hauptlehrer waren Georg Egger, Jack Glickman, Rachel Podger und Reinhard Goebel. Pramsohler war 2011 Preisträger beim 6. Internationalen Telemann-Wettbewerb Magdeburg.
Bereits während des Studiums spielte er mit führenden Orchestern im Bereich der Alten Musik wie Concerto Köln, dem Orchestra of the Age of Enlightenment, Les Arts Florissants und der Academy of Ancient Music zusammen. Er wurde oft als Gastkonzertmeister eingeladen und leitete Orchester wie The King’s Consort, Le Concert d’Astrée, Concerto Köln, Arte dei Suonatori, das Barockorchester der Europäischen Union und das Helsinki Baroque Orchestra. Er ist Gründungsmitglied und künstlerischer Leiter der in London ansässigen International Baroque Players. 2014 debütierte er als Solist beim Budapest Festival Orchestra. Er tritt regelmäßig als Gast der Berliner Philharmoniker mit ihrem Ensemble Concerto Melante für Alte Musik auf.
Pramsohler ist für seine Pionierarbeit bei der Wiederentdeckung vernachlässigter Komponisten wie beispielsweise Giovanni Alberto Ristori, Johann Friedrich Meister, Jean-Joseph Cassanéa de Mondonville, Johann Georg Pisendel, Johann Friedrich Fasch und Johann Jakob Kress bekannt.

### Ensemble Diderot
2008 gründete er das in Paris ansässige Ensemble Diderot, das sich auf die Kammermusik des 17. und 18. Jahrhunderts spezialisiert hat. Die Gruppe veröffentlichte 2014 ihr erstes Album bei Audax Records und hat seitdem sieben weitere Aufnahmen veröffentlicht.

### Platteneinspielungen
Im März 2012 veröffentlichte Pramsohler beim Label Raumklang seine erste Soloaufnahme „Pisendel – Violin concertos from Dresden“. Diese Aufnahme wurde für den International Classical Music Awards nominiert. 2013 gründete Pramsohler sein eigenes Label Audax Records. Seine erste dort im selben Jahr veröffentlichte CD mit Werken von Corelli, Telemann, Händel, Leclair und Albicastro wurde mit dem Preis der deutschen Schallplattenkritik ausgezeichnet. Dieses Label hat seitdem mehr als zwanzig Alben sowie eine Barock-CD für Kinder mit einem Malbuch produziert. Im April 2018 wurde das von Pramsohler und dem Cembalisten Philippe Grisvard eingespielte Album Französische Sonaten mit dem Diapason d’or sowie dem Preis der deutschen Schallplattenkritik ausgezeichnet. Im August 2019 gewann auch das Album Sonatas for two violins den Preis der deutschen Schallplattenkritik. Im September 2019 wurde The Paris Album mit dem Diapason d’or ausgezeichnet.

### Instrumente
Pramsohler spielt eine Pietro Giacomo Rogeri zugeschriebene Geige von 1713, die zuvor Reinhard Goebel gehörte, sowie von Roger Graham Hargrave, Tilman Muthesius und Michael Stauder gebaute Instrumente.

### Lehrtätigkeit
Pramsohler wirkt seit 2011 als Pädagoge für die Streicher des französischen Jugendbarockorchesters OFJ. Er unterrichtet regelmäßig bei der Sommerakademie Festival du Périgord Noir. Er gibt regelmäßig Meisterkurse an der Chinese Culture University in Taipeh, an der Musikhochschule Shanghai, an der Norwegischen Musikhochschule Oslo und am Instituto Superior de Arte del Teatro Colón in Buenos Aires.

### Auszeichnung
Johannes Pramsohler und sein Ensemble Diderot haben mit ihrem „Berlin Album“ den International Classical Music Award (ICMA) 2021 in der Kategorie Baroque Instrumental gewonnen.

## Diskografie
- 2012 Pisendel – Violin concertos from Dresden (International Baroque Players)
- 2013 Johannes Pramsohler (mit Philippe Grisvard, Cembalo)
- 2014 The Dresden Album (Ensemble Diderot)
- 2015 Bach & Entourage (mit Philippe Grisvard, Cembalo)
- 2015 Montanari – Violin concertos (Ensemble Diderot)
- 2016 Meister – Il giardino del piacere (Ensemble Diderot)
- 2016 Mondonville – Trio sonatas op. 2 (Ensemble Diderot)
- 2017 Ristori – Cantatas (Ensemble Diderot, María Savastano)
- 2017 Bach & Weiss (mit Jadran Duncumb, Barocklaute)
- 2018 French Sonatas for Harpsichord and Violin (mit Philippe Grisvard, Cembalo)
- 2018 German Cantatas with Solo Violin (mit Nahuel di Pierro (Bass), Andrea Hill (Mezzosopran), Jorge Navarro Colorado (Tenor), Christopher Purves (Bass), Ensemble Diderot)
- 2018 Violin concertos from Darmstadt (mit den Darmstadt Baroque Soloists)
- 2019 Sonatas for two violins (mit Roldán Bernabé)
- 2019 The Paris Album (Ensemble Diderot)
- 2019 The London Album (Ensemble Diderot)
- 2019 Echoes of the Grand Canal (Ensemble Diderot)
- 2020 Hellendaal 'Cambridge' Sonatas (mit Philippe Grisvard, Cembalo, und Gulrim Choï, Cello)
- 2020 Leclair – Trio sonatas op. 4 (Ensemble Diderot)
- 2021 Sonatas for three violins (Ensemble Diderot)
- 2021 The Beginning Of The Violin Concerto In France; Leclair, Corrette, Aubert, Exaudet, Quentin (Ensemble Diderot)
- 2023 Travel Concertos; mit Werken von Bach, Pisendel, Kress und Durant (Ensemble Diderot)
- 2023 Sonate a Quattro; mit Werken von Goldberg, Telemann, Händel, Fasch und Janitsch (Ensemble Diderot)